# Элиас, Доминго
Доми́нго Э́лиас Карба́хо (исп. Domingo Elías Carbajo; 9 декабря 1805, Ика, — 3 декабря 1867, Лима) — перуанский государственный деятель, президент Перу в июне—августе 1844 года.

## Биография
В юности совершил путешествие в Европу, посетил Мадрид и Париж, где закончил своё образование. Вернувшись в Перу, обосновался в районе родного города Ика, занялся сельским хозяйством, возделывал хлопок и улучшал виноградные культуры. В 1841 году вместе со своим компаньоном основал колледж. Во времена правления диктатора Виванко был назначен префектом Лимы. Возглавил Перу в период острой политической нестабильности, фактически в стране шла гражданская война между различными политическими группировками. На посту главы государства он пробыл недолго, впоследствии занимал различные посты в правительстве Перу, баллотировался на пост президента но проиграл выборы. Пытался организовать восстание, но мятеж был подавлен, после чего Доминго Элиас вынужден был отправиться в ссылку. В очередное правление Рамона Кастильи был назначен министром финансов, а затем послом во Франции. После возвращения в страну в 1858 году вновь попытался занять пост президента, но потерпел поражение на выборах и оставил политику, занявшись коммерцией. Умер в 1867 году в Лиме.